# Oleksandr Yatsenko
Pour les articles homonymes, voir Yatsenko.
Oleksandr Viktorovitch Yatsenko, né le 24 février 1985 à Kiev, est un footballeur ukrainien. Il joue au poste de défenseur avec l'équipe d'Ukraine et le club du FC Helios Kharkiv.

## Carrière

### En club
- 2002-2007 : Dynamo Kiev -  Ukraine
  - 2005-déc. 2006 : FC Kharkiv (prêt) -  Ukraine
  - jan. 2007-2007 : Dniepr Dniepropetrovsk (prêt) -  Ukraine
- 2007-jan. 2010 : Tchernomorets Odessa -  Ukraine
- jan. 2010-2011 : Illichovets Marioupol -  Ukraine
- fév. 2012-fév. 2013 : FK Belshina Bobruisk -  Biélorussie
- depuis mars 2013 : FC Helios Kharkiv -  Ukraine

### En équipe nationale
Il fut capitaine de l'équipe d'Ukraine junior qui a disputé le championnat du monde en 2005. Il a honoré sa première cape avec l'équipe « A » d'Ukraine le 12 octobre 2005.
Yatsenko participe à la coupe du monde 2006 avec l'équipe d'Ukraine. Il ne faisait pas partie initialement des 23 sélectionnés mais a été appelé pour remplacer Serhiy Fedorov.